# Приморац (ватерпольный клуб)
«Приморац» (серб. Ватерполо клуб Приморац, черног. Vaterpolo klub Primorac) — ватерпольный клуб из Котора (Черногория). Выступает в Первой лиге Черногории по водному поло и в Адриатической лиге по водному поло.

## История
Клуб был основан в 1922 году, а в 1960 году пробился в Первую лигу Югославии по водному поло.
В сезоне 1977/1978 дошел до финала европейского Кубка обладателей кубков по водному поло, где уступил венгерскому клубу Ференцварош (Будапешт). В сезоне 1985/1986 сделал дубль, выиграв чемпионат и завоевав кубок Югославии.
После распада Югославии клуб начинает выступать в национальном черногорском первенстве, где в 2007 и 2008 годах становился чемпионом Черногории, а в 2009 и 2010 годах завоевывал кубок Черногории.
Наивысшим успехом клуба на международной арене стала победа в сезоне 2008/2009 в турнире «LEN Euroleague» (аналог Лиги чемпионов УЕФА в футболе), когда в финальном матче со счетом 8:7 был побежден именитый итальянский клуб Про Рекко (Генуя). В том же году был завоеван Суперкубок Европы по водному поло.

## Текущий состав
| № |                 | Поз. | Имя              | Год рождения |
| - | --------------- | ---- | ---------------- | ------------ |
|   | Флаг Черногории | Вр   | Ален Ислямович   | 2002         |
|   | Флаг Черногории | Вр   | Александро Краль | 1990         |
|   | Флаг Черногории | Нап  | Неджё Бастрица   | 2004         |
|   | Флаг Черногории |      | Яков Булаич      | 2006         |
|   | Флаг Черногории | ЦН   | Углеша Вукасович | 1995         |
|   | Флаг Черногории | Нап  | Милош Вукшич     | 2004         |
|   | Флаг Черногории |      | Милан Вулович    | 2004         |
|   | Флаг Черногории | Защ  | Балша Вучкович   | 2005         |
|   | Флаг Черногории | Нап  | Марко Гопчевич   | 1990         |
|   | Флаг Черногории | Нап  | Вук Драшкович    | 2001         |
|   | Флаг Черногории |      | Данило Кашчелан  | 2006         |
|   | Флаг Черногории | ЦН   | Давид Кляич      | 2002         |
|   | Флаг Черногории | Защ  | Павле Кривокапич | 2004         |
|   | Флаг Черногории | Нап  | Душан Маткович   | 1999         |

| № |                 | Поз.                 | Имя                | Год рождения |
| - | --------------- | -------------------- | ------------------ | ------------ |
|   | Флаг Черногории | Нап                  | Алёша Мачич        | 2001         |
|   | Флаг Черногории | ЦН                   | Боян Паунович      | 1990         |
|   | Флаг Черногории |                      | Тим Перов          | 2006         |
|   | Флаг Черногории |                      | Драшко Самарджич   | 2006         |
|   | Флаг Черногории |                      | Милош Секулич      | 2000         |
|   | Флаг Черногории | Защ                  | Джёрджие Станоевич | 2002         |
|   | Флаг Черногории | Подвижный нападающий | Томислав Худичек   | 2002         |
|   | Флаг Черногории |                      | Драголюб Четкович  | 2003         |
|   | Флаг Черногории | Защ                  | Драшко Шекарич     | 2002         |
|   | Флаг Черногории | Нап                  | Младан Янович      | 2004         |
|   | Флаг Черногории |                      | Срджан Янович      | 2006         |

## Достижения

### Югославия
- Чемпион[серб.]: 1985/86
- Обладатель кубка[серб.]: 1985/86, 2002/03
  - Финалист: 1977/78

### Черногория
- Чемпион[серб.]: 2006/07, 2007/08
- Обладатель кубка[серб.]: 2009/10, 2021/22
  - Финалист: 2010/11, 2012/13, 2013/14, 2016/17, 2020/21
- Лучшая мужская команда года по версии Олимпийского комитета Черногории: 2009, 2010
- Победитель первенства среди юношей до 14 лет: 2017/18

### Международные турниры
- LEN Кубок обладателей кубков[англ.]
  - Финалист: 1977/78
- LEN Евролига[англ.]
  - Победитель: 2008/09
  - Финалист: 2009/10
- Суперкубок Европы по водному поло[англ.]
  - Победитель: 2008/09
- Адриатическая лига по водному поло[англ.]
  - Третье место: 2008/09, 2009/10

## Болельщики
Фанаты клуба, называющие себя «Бештии» (черног. Beštije), организовались как движение в 1986 году. Они поддерживают также футбольный клуб «Бокель» из Котора. Группа из Котора была неактивна на матчах в течение многих лет, но с 2007 года они вновь активно поддерживают команду.